# Phaonia simulans
Phaonia simulans este o specie de muște din genul Phaonia, familia Muscidae, descrisă de Malloch în anul 1931. Conform Catalogue of Life specia Phaonia simulans nu are subspecii cunoscute.